# Ди Донато, Эмили
Эмили Ди Донато (англ. Emily DiDonato; род. 24 февраля 1991, Нью-Йорк) — американская модель.

## Биография
Родилась и выросла в пригороде Нью-Йорка в семье выходцев из Италии и Ирландии. В модельном бизнесе оказалась в возрасте 17 лет, подписав в 2008 году контракт с агентством Request Model Management на съёмки для коллекции Guess весны 2009 года.
С мая 2009 года является лицом марки Maybelline.
Впервые снялась на телевидении в рекламе косметики Color Sensational Lip Color. С августа 2009 года снимается для коллекции Victoria's Secret. Немецкое издание Vogue объявило девушку новичком-фаворитом.
Её первым появлением на обложке глянцевого журнала стал зимний выпуск журнала The Block.